# Cantone di Essoyes
Il Cantone di Essoyes era una divisione amministrativa dell'arrondissement di Troyes.
A seguito della riforma approvata con decreto del 21 febbraio 2014, che ha avuto attuazione dopo le elezioni dipartimentali del 2015, è stato soppresso.

## Composizione
Comprendeva i comuni di:
- Bertignolles
- Beurey
- Buxières-sur-Arce
- Chacenay
- Chervey
- Cunfin
- Éguilly-sous-Bois
- Essoyes
- Fontette
- Landreville
- Loches-sur-Ource
- Longpré-le-Sec
- Magnant
- Montmartin-le-Haut
- Noé-les-Mallets
- Puits-et-Nuisement
- Saint-Usage
- Thieffrain
- Verpillières-sur-Ource
- Vitry-le-Croisé
- Viviers-sur-Artaut